# Dekanat południowo-zachodni
Dekanat południowo-zachodni – jeden z dekanatów archidiecezji mińsko-mohylewskiej na Białorusi, istniejący do 2013 roku. Składał się z 7 parafii. 

## Lista parafii
| Lp | Miejscowość / parafia                                              | Proboszcz / administrator | Kościół                                                               | Zdjęcie |
| -- | ------------------------------------------------------------------ | ------------------------- | --------------------------------------------------------------------- | ------- |
| 1  | Mińsk (Malinówka) Parafia św. Antoniego                            |                           | Kościół św. Antoniego w Mińsku                                        |         |
| 2  | Mińsk Parafia Nawrócenia św. Pawła Apostoła i św. Barnaby Apostoła |                           | Kościół Nawrócenia św. Pawła Apostoła i św. Barnaby Apostoła w Mińsku |         |
| 3  | Mińsk Parafia Przemienienia Pańskiego i św. Aleksandra             |                           | Kościół Przemienienia Pańskiego i św. Aleksandra w Mińsku             |         |
| 4  | Mińsk Parafia św. Łukasza Ewangelisty i św. Marcina                |                           | Kościół św. Łukasza Ewangelisty i św. Marcina w Mińsku                |         |
| 5  | Mińsk Parafia św. Szymona i św. Heleny                             |                           | Kościół św. Szymona i św. Heleny w Mińsku                             |         |
| 6  | Mińsk Parafia św. Jakuba Apostoła i św. Cyryla i Metodego          |                           | Kościół św. Jakuba Apostoła i św. Cyryla i Metodego w Mińsku          |         |
| 7  | Samochwaławiczy Parafia Świętego Ducha i św. Michała Archanioła    |                           | Kościół Świętego Ducha i św. Michała Archanioła w Samochwaławiczach   |         |
| 8  | Szczomyślica Parafia Świętej Trójcy i św. Agaty                    |                           | Kościół Świętej Trójcy i św. Agaty w Szczomyślicy                     |         |
| 9  | Jubiliejny Parafia Chrztu Pana i św. Zofii                         |                           | Kościół Chrztu Pana i św. Zofii w Jubiliejnach                        |         |